# Òrbita el·líptica

A l'espai, un cos orbita un altre més gran (com un planeta al voltant del Sol) descrivint una òrbita el·líptica. El major estarà localitzat en un dels focus de l'el·lipse.

La figura mostra diversos tipus de trajectories. L'exemple d'òrbita el·liptica ésta identificat amb color vermell.

S'anomena òrbita el·líptica a la d'un astre que gira entorn d'un altre descrivint una el·lipse. L'astre central se situa en un dels focus de l'el·lipse. A aquest tipus pertanyen les òrbites dels planetes del sistema solar. En astrodinàmica o mecànica celeste i geometria una òrbita el·líptica té una excentricitat més gran que zero i menor que u (si té excentricitat zero és una òrbita circular, amb excentricitat u és una òrbita parabòlica i amb una excentricitat major que u, és una òrbita hiperbòlica). L'energia específica d'una òrbita el·líptica és negativa.
Exemples d'òrbites el·líptiques inclouen l'òrbita de transferència Hohmann (executada quan un satèl·lit canvia la cota de gir orbital), l'òrbita Molniya i l'òrbita tundra.

## Punts notables d'una trajectòria el·líptica
Els punts notables són aquells que es descriuen com a únics i característics de la trajectòria, d'aquesta forma es té:
- Periheli, o lloc més proper de la trajectòria al cos central (en el cas de la Terra, al Sol). Es denomina també perigeu.
- Afeli, o al contrari que el periheli és el lloc més allunyat de la trajectòria. Es denomina també apogeu.

## Velocitat
Sota les suposicions estàndard en astrodinàmica la velocitat orbital ({\displaystyle v\,}) d'un cos que descriu una òrbita sobre una òrbita el·líptica es pot calcular com:
{\displaystyle v={\sqrt {2\mu \left({1 \over {r}}-{1 \over {2a}}\right)}}}
On:
- {\displaystyle \mu \,} és un paràmetre gravitacional estàndard,
- {\displaystyle r\,} és la distància radial des del cos orbitante al cos central,
- {\displaystyle a\,\!} és la longitud del semi-eix major de l'el·lipse.

Conclusions:
- La velocitat no depèn de l'excentricitat però no obstant això es pot determinar per la longitud del semi-eix major ({\displaystyle a\,\!}),
- L'equació de la velocitat és molt similar a l'obtinguda en les trajectòries hiperbòliques amb la diferència que l'expressió per {\displaystyle {1 \over {2a}}} és positiva.

## Període orbital
Sota les suposicions estàndard en astrodinàmica el període orbital ({\displaystyle T\,\!}) d'un cos que viatja sobre una trajectòria el·líptica pot ser calculat mitjançant la següent fórmula:
{\displaystyle T={2\pi  \over {\sqrt {\mu }}}a^{3 \over {2}}}
On:
- {\displaystyle \mu \,} és un paràmetre gravitacional estàndard,
- {\displaystyle a\,\!} és la longitud del semi-eix major de l'el·lipse.

Conclusions:
- El període orbital és igual que el d'un cos que viatja en una òrbita circular amb radi igual al semieix major de l'el·lipse ({\displaystyle a\,\!}),
- El període orbital no depèn de l'excentricitat (Vegeu també: tercera llei de Kepler)

## Energia
Sota les suposicions estàndards en astrodinàmica, l'energia específica orbital ({\displaystyle \epsilon \,}) d'un cos que es mou en una òrbita el·líptica és negativa i l'equació de conservació d'energia orbital per a aquesta òrbita pren la forma de:
{\displaystyle {v^{2} \over {2}}-{\mu  \over {r}}=-{\mu  \over {2a}}=\epsilon <0}
On:
- {\displaystyle v\,} és la velocitat orbital del cos que orbita,
- {\displaystyle r\,} és la distància radial entre el cos orbitante i el cos central,
- {\displaystyle a\,\!} és la longitud del semi-eix major de l'el·lipse.
- {\displaystyle \mu \,} és un paràmetre gravitacional estàndard,

Conclusions:
- L'energia específica orbital per a un moviment el·líptic és independent de l'excentricitat i està determinat només pel semi-eix major de l'el·lipse.

Usant el teorema de virial resulta que:
- El temps mitjà de l'energia potencial específica és igual a 2ε
- El temps mitjà de r-1 és a-1
- El temps mitjà de l'energia cinètica específica és igual a-ε